# Puebla de Sancho Pérez
Puebla de Sancho Pérez és un municipi de la província de Badajoz, a la comunitat autònoma d'Extremadura.